# Division d'Honneur 1924-1925
La Division d'Honneur 1924-1925 è stata la 25ª edizione della massima serie del campionato belga di calcio disputata tra il 7 settembre 1924 e il 26 aprile 1925 e conclusa con la vittoria del Beerschot AC, al suo terzo titolo.
Capocannoniere del torneo fu Joseph Taeymans (Berchem Sport), con 20 reti.

## Formula
Come nella stagione precedente le squadre partecipanti furono 14 e disputarono un turno di andata e ritorno per un totale di 26 partite.
Le ultime tre classificate retrocedettero in Promotion.

## Squadre
| Squadra                  | Città                | Stadio | Stagione 1923-1924  |
| ------------------------ | -------------------- | ------ | ------------------- |
| Standard Liegi           | Liegi                |        | 5°                  |
| Berchem Sport            | Anversa              |        | 10°                 |
| SC Anderlechtois         | Anderlecht           |        | Promotion           |
| Racing Club Bruxelles    | Uccle                |        | 4°                  |
| RFC Brugeois             | Bruges               |        | 9°                  |
| Beerschot AC             | Anversa              |        | Campione del Belgio |
| CS Brugeois              | Bruges               |        | 3°                  |
| Anversa                  | Anversa              |        | 7°                  |
| Union Saint-Gilloise     | Saint-Gilles         |        | 2°                  |
| Daring Club de Bruxelles | Bruxelles            |        | 8°                  |
| ARA La Gantoise          | Gand                 |        | 11°                 |
| FC Malinois              | Malines              |        | Promotion           |
| RC de Gand               | Gand                 |        | 6°                  |
| White Star Woluwe AC     | Woluwe-Saint-Lambert |        | Promotion           |

## Classifica finale
|                   | Pos. | Squadra                     | Pt | G  | V  | N  | P  | GF | GS | DR  |
| ----------------- | ---- | --------------------------- | -- | -- | -- | -- | -- | -- | -- | --- |
| Belgio (bandiera) | 1.   | Beerschot AC                | 40 | 26 | 18 | 4  | 4  | 55 | 22 | +33 |
|                   | 2.   | Anversa                     | 34 | 26 | 13 | 8  | 5  | 39 | 21 | +18 |
|                   | 3.   | Union Royale Saint-Gilloise | 32 | 26 | 13 | 6  | 7  | 41 | 29 | +12 |
|                   | 4.   | CS Brugeois                 | 28 | 26 | 9  | 10 | 7  | 25 | 24 | +1  |
|                   | 5.   | RC de Gand                  | 28 | 26 | 11 | 6  | 9  | 36 | 38 | -2  |
|                   | 6.   | Daring Club de Bruxelles SR | 27 | 26 | 10 | 7  | 9  | 31 | 23 | +8  |
|                   | 7.   | Berchem Sport               | 27 | 26 | 11 | 5  | 10 | 46 | 35 | +11 |
|                   | 8.   | Standard Liegi              | 26 | 26 | 9  | 8  | 9  | 36 | 39 | -3  |
|                   | 9.   | SC Anderlechtois            | 25 | 26 | 11 | 3  | 12 | 37 | 29 | +8  |
|                   | 10.  | ARA La Gantoise             | 23 | 26 | 7  | 9  | 10 | 24 | 38 | -14 |
|                   | 11.  | RFC Brugeois                | 21 | 26 | 9  | 3  | 14 | 33 | 44 | -11 |
|                   | 12.  | Racing Club de Bruxelles    | 20 | 26 | 7  | 6  | 13 | 25 | 37 | -12 |
|                   | 13.  | FC Malinois                 | 19 | 26 | 4  | 11 | 11 | 34 | 47 | -13 |
|                   | 14.  | White Star Woluwe AC        | 14 | 26 | 5  | 4  | 17 | 17 | 53 | -36 |

Legenda:

      Campione del Belgio
      Retrocesso in Promotion
Note:

Due punti a vittoria, uno a pareggio, zero a sconfitta.

### Verdetti
- Beerschot AC campione del Belgio 1924-25.
- R. Racing Club de Bruxelles, FC Malinois e White Star Woluwe AC retrocesse in Promotion.